# Ordine di San Juan de Nicaragua
L'Ordine di San Juan de Nicaragua, detto anche Ordine di Greytown, è un ordine cavalleresco del Nicaragua.

## Storia
L'Ordine fu fondato il 1º maggio 1857 dal presidente della repubblica William Walker per onorare chi avesse prestato aiuti a Greytown, l'odierna San Juan de Nicaragua, durante l'attacco da parte delle forze degli Stati Uniti il 13 aprile 1854.

## Classi
L'Ordine dispone delle seguenti classi di benemerenza:
- Grand'Ufficiale
- Commendatore
- Ufficiale
- Cavaliere